# 619
619 (DCXIX) fue un año común comenzado en lunes del calendario juliano, en vigor en aquella fecha.

## Acontecimientos
- Bonifacio V se convierte en papa.
- II Sínodo de Sevilla.[1]
- En Constantinopla el emperador Heraclius (610-641) firma un tratado de paz con el líder de los búlgaros, Organa, tío de Khan Kubrat y regente. El tratado es dirigido contra los ávaros y khazaros. Khan Kubrat se queda estudiando en Constantinopla y abraza el cristianismo.